# Hôtel de ville de Saint-François-du-Lac
L'hôtel de ville de Saint-François-du-Lac est un édifice gouvernemental situé à Saint-François-du-Lac au Québec (Canada. Il a été construit à l'origine comme palais de justice pour le comté de Yamaska, ainsi comme bureau d'enregistrement pour le même comté. Il fut ensuite utilisé comme édifice administratif pour le comté de Yamaska, la municipalité régionale de comté de Nicolet-Yamaska et finalement, depuis 1998, par la municipalité de Saint-François-du-Lac. Il a été cité par la Municipalité du village de Saint-François-du-Lac en 1994.

## Histoire
L'hôtel de ville de Saint-François-du-Lac a été construit en 1906 pour servir de palais de justice et de bureau d'enregistrement pour le comté de Yamaska. Ce genre d'édifice servait pour y tenir les cours de justice pour les tribunaux civils inférieurs. Contrairement aux palais de justice de district, ces derniers n'avait pas de modèle standardisé. L'aspect visuel de ses derniers dépendent des ressources financière du conseils de comté. Pour des raisons pratique et économique, on y adjoint souvent le bureau d'enregistrement, qui consigne tous les actes notariés dans ce comté. 
L'architecte du bâtiment est inconnu, mais son aspect visuel évoque le travail des architectes Louis Caron père et films qui sont auteurs de plusieurs bâtiments résidentiels, religieux et institutionnels dans la région de Nicolet. Il a été reconstruit à l'identique à la suite d'un incendie en 1935. Le bâtiment est utilisé comme bureau d'enregistrement jusqu'en 1990. Il a aussi logé le conseil du comté de Yamaska, qui a été remplacé par la municipalité régionale de comté de Nicolet-Yamaska durant les années 1980. 
L'édifice a été cité comme immeuble patrimonial le 8 août 1994 par la municipalité du village de Saint-François-du-Lac. Elle est devenue l'hôtel de ville de Saint-François-du-Lac en 1998, à la suite de la fusion du village et de la paroisse l'année précédente.